# Aldeide deidrogenasi (NADP+)
La aldeide deidrogenasi (NADP+) è un enzima appartenente alla classe delle ossidoreduttasi, che catalizza la seguente reazione:
un'aldeide + NADP+ + H2O ⇄ un acido + NADPH + H+